# Paramelomys levipes
Il ratto dalla coda a mosaico dei bassopiani papuani (Paramelomys levipes  Thomas, 1897) è un roditore della famiglia dei Muridi endemico della Nuova Guinea.

## Descrizione
Roditore di piccole dimensioni, con la lunghezza della testa e del corpo tra 144 e 159 mm, la lunghezza della coda tra 140 e 166 mm, la lunghezza del piede tra 33,5 e 36 mm e la lunghezza delle orecchie tra 19 e 21 mm.

La pelliccia è corta. Le parti superiori sono marroni, con dei riflessi rossastri sul fondoschiena. Le parti ventrali sono bianco-crema, con la base dei peli color ardesia. Le zampe sono bianche. La coda è più corta della testa e del corpo, marrone sopra, più chiara sotto. Sono presenti 9-11 anelli di scaglie per centimetro, ciascuna corredata da un singolo pelo.

## Biologia

### Comportamento
È una specie terricola.

## Distribuzione e habitat
Questa specie è diffusa lungo il versante meridionale dell'estrema parte sud-orientale della cordigliera centrale della Nuova Guinea.
Vive nelle foreste di pianura, di collina e paludose fino a 1.200 metri di altitudine.

## Conservazione
La IUCN Red List, considerato il vasto areale, la popolazione numerosa e la tolleranza a qualsiasi modifica ambientale, classifica P.levipes come specie a rischio minimo (Least Concern).